# Cronologia mitjana
La cronologia mitjana és la cronologia més acceptada pel que fa a l'antic Pròxim Orient abans del 1500 a.n.e., tot i que no és l'única.
Per causa de la manca de registres i dades que hi ha d'aquella època, els estudiosos han elaborat diverses cronologies basades en les poques tauletes i indicis astronòmics que poden servir de referència. Les més defensades són la cronologia mitjana i la cronologia curta.
Els llibres de text convencionals tendeixen a utilitzar la cronologia mitjana, tot i que presenta alguns problemes encara no resolts. Per això, alguns historiadors s'estimen més la cronologia curta per a alguns esdeveniments. Amb tot, la cronologia curta ocasiona un suposat buit de gairebé un segle que encara no s'ha sabut acomodar en la línia de temps.
Les principals dates d'aquestes dues cronologies són les següents: 
| Esdeveniment                         | Cronologia mitjana | Cronologia curta |
| ------------------------------------ | ------------------ | ---------------- |
| Regnat de Lugal-Zage-Si              | 2358-2334 a.n.e.   | 2296-2271 a.n.e. |
| Imperi accadi                        | 2334-2154 a.n.e.   | 2270-2083 a.n.e. |
| Tercera Dinastia d'Ur                | 2112-2004 a.n.e.   | 2048-1940 a.n.e. |
| Regnat de Hammurabi                  | 1792-1750 a.n.e.   | 1728-1686 a.n.e. |
| Destrucció de Babilònia pels hitites | 1595 a.n.e.        | 1531 a.n.e.      |